# Journal of the Experimental Analysis of Behavior
Das Journal of the Experimental Analysis of Behavior ist eine seit 1958 erscheinende englischsprachige Fachzeitschrift für die Experimentelle Verhaltensanalyse. Die Zeitschrift wird von der Society for the Experimental Analysis of Behavior herausgegeben, die Chefredakteurin ist Amy Odum, Professorin an der Utah State University. Die zweimonatlich erscheinende Zeitschrift arbeitet nach dem Prinzip des Peer-Review und hat einen Impact Factor von 2.171 (2015).

## Inhalt
Der Schwerpunkt des Magazins liegt auf der Experimentellen Verhaltensanalyse. Veröffentlicht werden Berichte über Experimente mit menschlichen und tierischen Probanden. Bei den Experimenten handelt es sich in den meisten Fällen um Laborstudien. Da die Experimentelle Verhaltensanalyse sich prinzipiell mit allem Verhalten von Menschen und Tieren auseinandersetzt, können die einzelnen Studien Themen aus einem breiten Spektrum von der Wirtschaftswissenschaft über Medizin bis hin zur Pharmakologie umfassen. Der Fokus liegt aber in Forschungsarbeiten zu psychologischen Fragestellungen.

## Geschichte
Der Name der Zeitschrift geht auf den Untertitel von B. F. Skinners Werk „The behavior of organisms: An experimental analysis“ zurück. Die Idee für eine eigene Zeitschrift der damals jungen Disziplin der Experimentellen Verhaltensanalyse stammte von Charles B. Ferster, damals ein Doktorand und Mitarbeiter von Skinner in Harvard. Zwei Gründe waren damals entscheidend für die Gründung eines eigenen Magazins: Zum einen der Wunsch nach einer einheitlichen Publikation, in welcher alle wichtigen Arbeiten auf einen Blick zugänglich sein sollten und zum anderen die oftmalige Ablehnung von Arbeiten aus dem Bereich der Experimentellen Verhaltensanalyse durch etablierte psychologische Fachzeitschriften. Diese Ablehnung ergab sich aus der vom experimentellen Mainstream abweichenden Vorgehensweise der Experimentellen Verhaltensanalyse. Diese passte mit ihrem Fokus aus Studien mit nur wenigen Probanden (single-subject research) vielen Herausgebern von psychologischen Fachzeitschriften nicht ins Konzept.